# Saint-Marcellin (Quebec)
Saint-Marcellin es un municipio parroquial canadiense situado en la provincia de Quebec.

## Superficie
Saint-Marcellin tiene una superficie de 117,19 km².

## Demografía
En 2021, tenía 397 habitantes, una densidad poblacional de 3,4 hab./km², y 324 viviendas.